# Regina (zeiljacht)

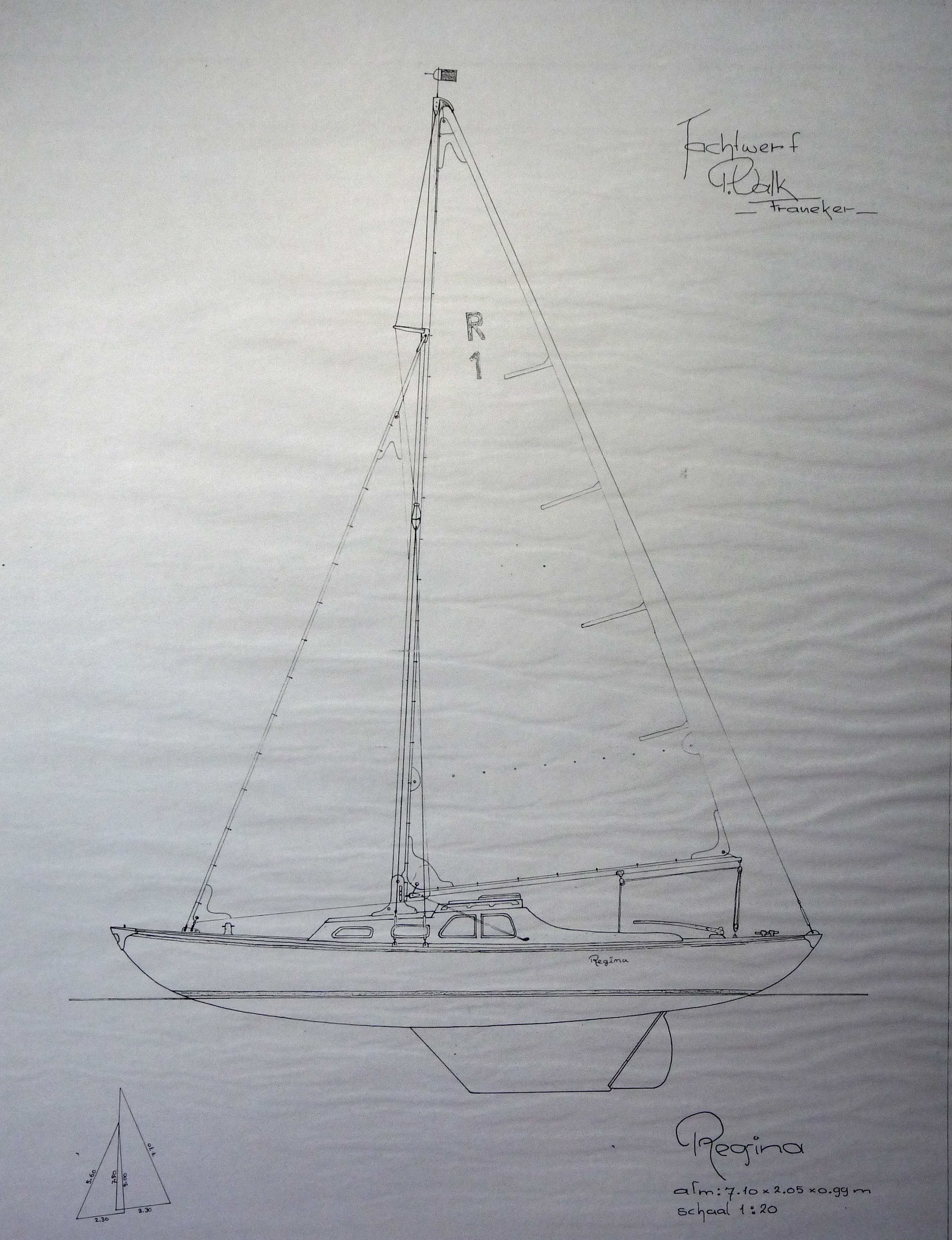
Zijaanzicht van de Regina

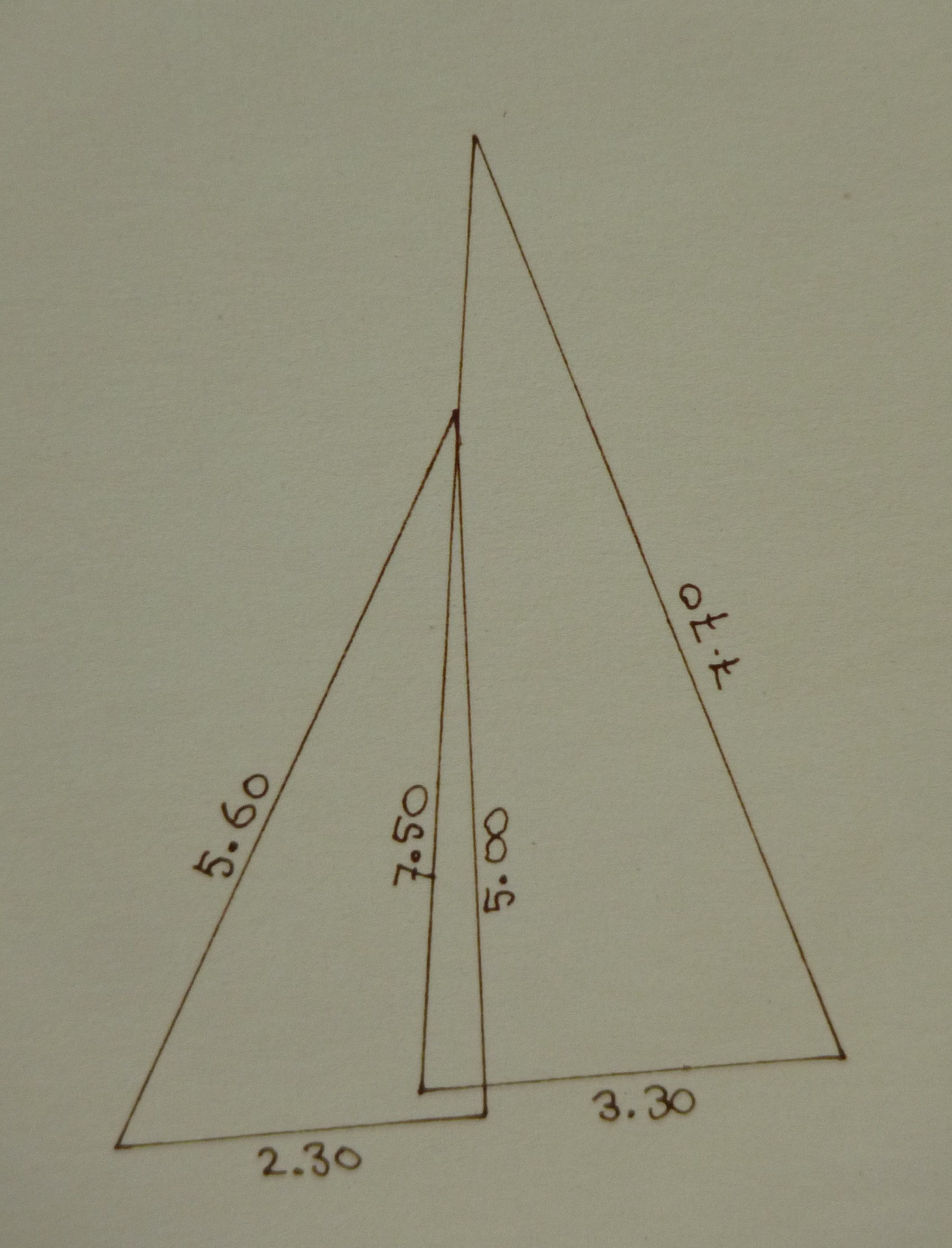
Zeilplan voor de Regina

De Regina is een zeiljacht dat in de jaren 60 door jachtwerf Valk uit Franeker is ontworpen en tot in de jaren 70 is gebouwd.
Omdat de boot na de bouw de werkplaats via een smalle steeg van 2,10 meter moest kunnen verlaten, is deze breedte het uitgangspunt geweest voor het ontwerp, namelijk 2,05 meter. Toen eigenaar P.( Peter) Valk zijn uiteindelijke ontwerp aan zijn vrouw liet zien, reageerde zij met: “Wat mooi, het is net een Reginaatje (koninginnetje)”, waarmee de boot haar naam kreeg.
Belangrijk in het ontwerp was dat het niet alleen een mooie, maar ook een snelle boot moest zijn. De stalen knikspantromp heeft daarom een spitsgat - een spitse achterkant - om het water goed los te laten. Vanwege het wad en de vele ondiepe Friese meren heeft zij een diepgang van slechts 1 meter. De 7,10 meter lange boot is voorzien van een ¾ torentuig met ruim 18 m² zeil. De opbouw is van mahoniehout en er staat van origine een gelijmde oregon pine mast van 8 meter op.
Veel Regina’s zijn later uitgerust met een buitenboordmotor, hoewel dat afbreuk doet aan de stroomlijn van de spitsgat. Bovendien is met zo’n gewicht achterop de boot uit haar ideale balans. Een enkele Regina heeft de motor in een bun gebouwd, maar daarmee neemt de onderwaterweerstand enorm toe.
In later jaren is de jachtwerf van Valk naar Harlingen verhuisd. Daar is ook een grotere variant de “Regina II” gebouwd. Deze heeft een lengte van 8,75 m, een breedte van 2,70 m en een diepgang van 1,25 m. Masthoogte 11 meter en de motor ingebouwd.
Er zijn meerdere botenbouwers die hun ontwerp Regina of Regina II genoemd hebben. Deze zijn niet te vergelijken met het oorspronkelijke ontwerp van Valk.